# Ryskt jordfly
Ryskt jordfly (Euxoa ochrogaster) är en fjärilsart som beskrevs av Achille Guenée 1852. Ryskt jordfly ingår i släktet Euxoa och familjen nattflyn. Arten förekommer tillfälligt i Sverige, men reproducerar sig inte. Inga underarter finns listade.

## Bildgalleri

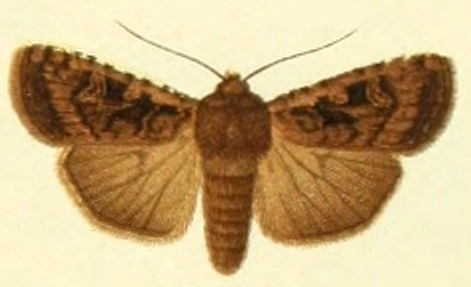